# Spirillum
Lo spirillo (Spirillum) è un genere di batterio di aspetto bacillare, il cui asse maggiore presenta due o più curvature che fanno assumere alla cellula un aspetto spiraliforme o elicoidale. Sono aerobi obbligati o microaerofili e generalmente Gram-negativi. A differenza delle spirochete, che presentano una macrostruttura simile, gli spirilli sono rigidi e mobili per la presenza di diversi flagelli che si distaccano da un polo della cellula.
Tra tutte le specie di spirilli, uno solo può essere riscontrato nella patologia umana: Spirillum minor, commensale del cavo orale di alcuni roditori, è causa di un'infezione molto rara chiamata Sodoku ("veleno di topo" in lingua giapponese). L'infezione si contrae per il morso di un animale infetto, generalmente un topo, e si manifesta con la comparsa nel punto di inoculazione di un'ulcera molle, seguita a volte da linfoadenopatia satellite, febbre. La terapia si basa sulla somministrazione di penicillina, a cui il batterio è sensibile.

## Metodi di ricerca ed identificazione
Lo Spirillum minor non è ancora stato coltivato in terreni artificiali; lo Spirillum volutans dà il nome ai granuli di volutina.